# 남김천 나들목
남김천 나들목(S.Gimcheon IC)은 경상북도 김천시 남면 월명리에 설치된 중부내륙고속도로의 12번 교차로이다. 나들목 진출입로는 남면 부상리와 접하고 있으며, 인근에 금오산도립공원이 있다. 국도 제4호선을 통해 남면, 농소면 및 칠곡군 북삼읍 등지로 진출할 수가 있다.

## 연혁
- 2007년 6월 21일 : 김천시 도시계획시설 교통광장에 남면 월명리 일원을 남김천 나들목으로 고시[1]
- 2007년 11월 30일 : 중부내륙고속도로 현풍 ~ 김천 구간 개통에 따라 영업 개시[2]

## 구조물 정보
- 위치: 경상북도 김천시 남면 월명리
- 영업소: 경상북도 김천시 남면 중부내륙고속도로 104

## 접속하는 도로
- 국도 제4호선 (영남대로)
- 농남로
- 간접 연결 : 지방도 제905호선 (주천로, 부상삼거리 이용)

## 교통량 정보
| 요금소          | 통행량 (대/일) | 통행량 (대/일) | 통행량 (대/일) | 통행량 (대/일) | 통행량 (대/일) | 통행량 (대/일) | 통행량 (대/일) | 통행량 (대/일) | 통행량 (대/일) | 통행량 (대/일) | 각주  |
| 요금소          | 2001년         | 2002년         | 2003년         | 2004년         | 2005년         | 2006년         | 2007년         | 2008년         | 2009년         | 2010년         | 각주  |
| --------------- | -------------- | -------------- | -------------- | -------------- | -------------- | -------------- | -------------- | -------------- | -------------- | -------------- | ----- |
| 남김천 (폐쇄식) | 미개통         | 미개통         | 미개통         | 미개통         | 미개통         | 미개통         | 1,727          | 1,406          | 1,519          | 1,583          | [ 3 ] |
| 요금소          | 2011년         | 2012년         | 2013년         | 2014년         | 2015년         | 2016년         | 2017년         | 2018년         | 2019년         |                | [ 3 ] |
| 남김천 (폐쇄식) | 1,626          | 1,657          | 1,714          | 1,792          | 1,955          | 2,131          | 2,310          | 2,272          | 2,353          |                | [ 3 ] |